# NGC 6090
NGC 6090 est une paire de galaxies spirales en collision située dans la constellation du Dragon. La taille maximale de la paire est d'environ 360 années-lumière, ce qui en fait un très vaste ensemble. La vitesse de NGC 6090 par rapport au fond diffus cosmologique est de 8 808 ± 12 km/s, ce qui correspond à une distance de Hubble de 129,9 ± 9,1 Mpc (∼424 millions d'al). NGC 6090 a été découverte par l'astronome américain Lewis Swift en 1887.

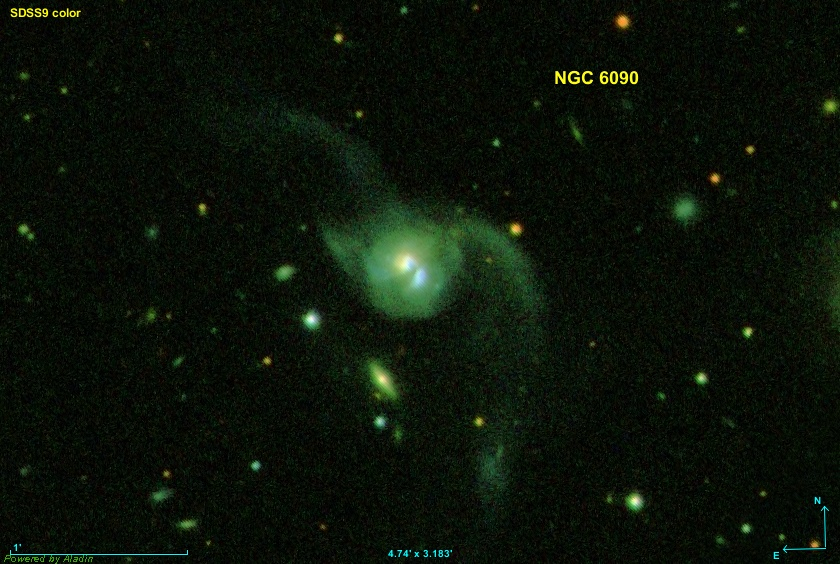
NGC 6090, les galaxies des antennes du Dragon.

La galaxie au sud est PGC 200335, aussi désignée comme NGC 6090 NED01 par la base de données NASA/IPAC. Sa vitesse par rapport au fond diffus cosmologique est égale à 9 085 ± 30 km/s, ce qui correspond à une distance de Hubble de 134,0 ± 9,4 Mpc (∼437 millions d'al). Cette différence dans les distances est sans doute due aux incertitudes, car ces deux galaxies sont manifestement en collision comme le montrent les deux courants d'étoiles à ses extrémités. Une image retouchée des données du relevé SDSS en exagérant la couleur verte montre l'étendue de cette extension. En s'inspirant de cette image, on pourrait d'ailleurs appeler NGC 6090 les Galaxies des Antennes du Dragon.
NGC 6090 présente une large raie HI et elle renferme des régions d'hydrogène ionisé. C'est aussi une galaxie lumineuse dans l'infrarouge (LIRG). La luminosité de NGC 6090 dans l'infrarouge lointain (de 40 à 400 µm) est égale à 2,24 × 1011 {\displaystyle L_{\odot }} (1011,35{\displaystyle L_{\odot }}) et sa luminosité totale (de 8 à 1 000 µm) dans l'infrarouge est de 3,24 × 1011 {\displaystyle L_{\odot }} (1011,51{\displaystyle L_{\odot }}). NGC 6090 est aussi une galaxie dont le noyau brille dans le domaine de l'ultraviolet. Elle est inscrite dans le catalogue de Markarian sous la désignation MRK 496 (MK 489).

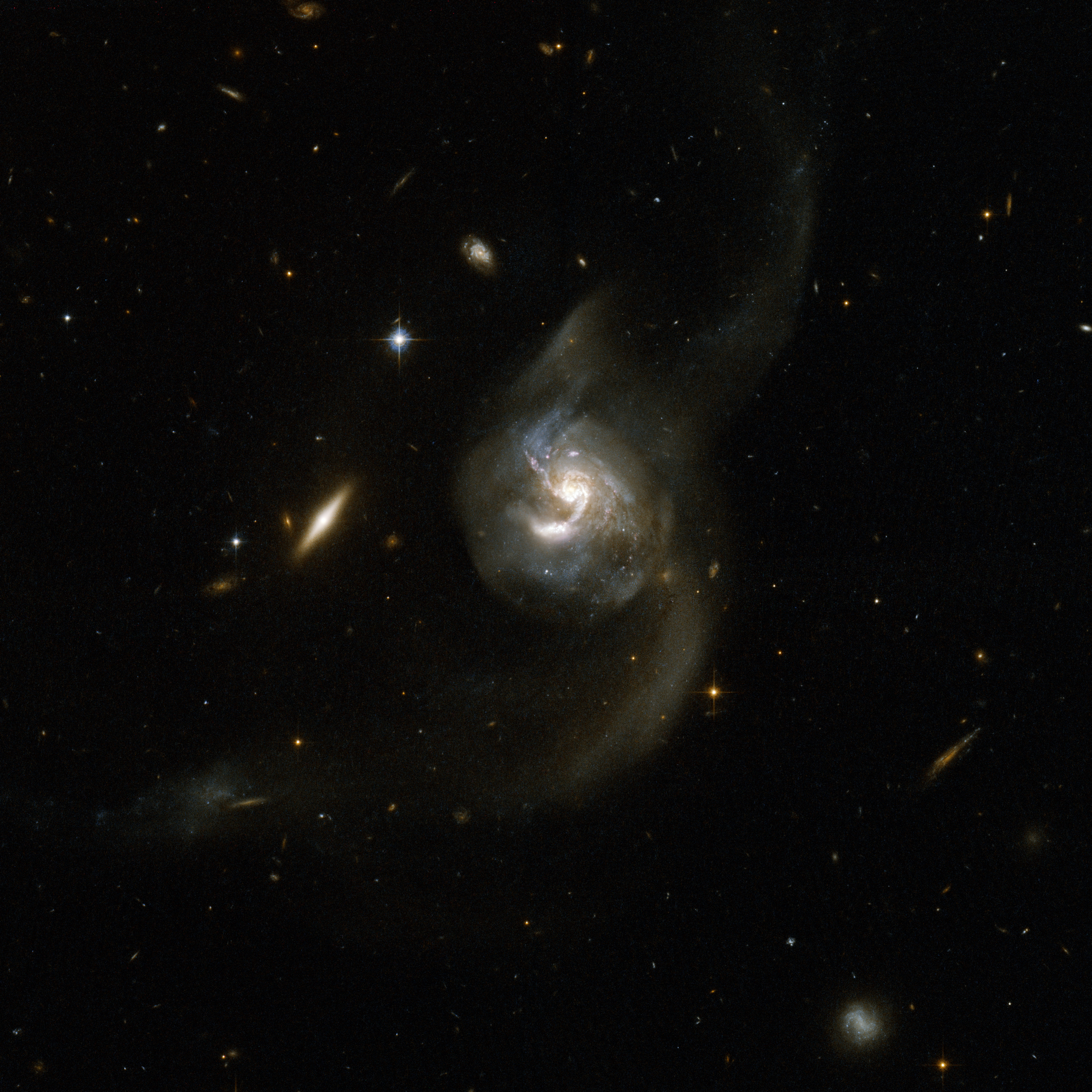
NGC 6090 par le télescope spatial Hubble.

En raison d'une brillance de surface égale à 14,65 mag/am2, on peut qualifier NGC 6090 de galaxie à faible brillance de surface (LSB en anglais pour low surface brightness). Les galaxies LSB sont des galaxies diffuses (D) avec une brillance de surface inférieure de moins d'une magnitude à celle du ciel nocturne ambiant.